# Comuna Kosacivka, Kozeleț
Kosacivka (în ucraineană Косачівка) este o comună în raionul Kozeleț, regiunea Cernihiv, Ucraina, formată din satele Bir, Kosacivka (reședința), Loșakova Huta, Sorokoșîci și Tujar.

## Demografie
Componența lingvistică a comunei Kosacivka
     Ucraineană (99,5%)
     Alte limbi (0,5%)
Conform recensământului din 2001, majoritatea populației comunei Kosacivka era vorbitoare de ucraineană (99,5%), existând în minoritate și vorbitori de alte limbi.